# بنات حواء الثلاث
بنات حواء الثلاث (بالتركية: Havva'nın Üç Kızı) هي رواية صدرت عام 2016 للكاتبة التركية ألف شفق. في العديد من الأماكن، استُدعي الكتاب وأُعيد تسميته بـ" المهمة المربكة". تدور أحداث الكتاب حول ربة منزل ثرية في منتصف العمر، وطفولتها في إسطنبول وفترة دراستها في جامعة أكسفورد حيث وقعت في حب أستاذ فلسفة. ويركز على تصنيف هويتها. وقد ظهر الكتاب في العديد من قوائم "أفضل الكتب" في عام 2018. وصدرت لأول مرة بواسطه دار Doğan Kitap وذلك في يونيو 2016 وتمت ترجمتها الي اللغتين الإنجليزية والعربية وغيرهما من اللغات.
نُشرت في الوطن العربي في أيلول 2017 عن طريق دار الآداب للنشر وترجمها محمد درويش للعربية وصدرت في الولايات المتحددة الامريكية في كانون الأول 2017 على يد بلومزبيري أمريكا (Bloomsbury USA) وذلك بعنوا بنات حواء الثلاثة (Three Daughters of Eve).

## المُلخص
كانت بيري في طريقها إلى حفل عشاء في إسطنبول عندما اعترض طريقها متسول وخطف حقيبة يدها.وفيما كانت تصارعه لاستعادة حقيبتها وقعت منها صوره بولارويد تظهر فيها ثلاث صبايا واستاذهن اللامع في جامعة اكسفورد.انها روايه عن بقايا حب حاولت بيري يائسه تناسيه وعن صداقهة غريبة جمعت بين: منى المصريه المؤمنة وشيرين الإيرانية الملحدة وبيري الممزقة بين أب متحرر وأم محافظة.
تعتبر الرواية من الروايات التي رفعت صوت المرأة في المجتمع، حيث ان الفتيات كانوا يختزلون مصيرهن ببعض من الايمان والحب العصيب وهذه القصة تعتبر من أفضل القصص المشوقه وهي ربما تقف علي اعتاب الجانب الشرقي والغربي وتقوم علي معالجة بعض المواضيع التي تنتشر بيننا عن كل من الشك والانوثة والاحداث السياسيه الرواية عباره عن مجموعة من الاحداث المتسلسله بين الحياه الواقعية التي نعيشها والغضب الشديد تجاه بعض اساليب الفهم العميق.
يصف الكتاب الحاضر والماضي لبيري، التي ولدت ونشأت في تركيا في بيت والديها. لديها شقيقان مختلفان تمامًا عنها. والداها مختلفان جدًا، فوالدها لم يهتم كثيرًا بالدين، ووالدتها مسلمة متدينة. بيري مرتبكة عندما يتعلق الأمر بأمور الدين. ولهذا السبب، أثناء دراستها في جامعة أكسفورد، حضرت محاضرة عن الله ألقاها أحد أساتذة الحرم الجامعي: أزُور. ويقدم الكتاب أيضًا نظرة على حياة بيري العاطفية في مرحلة المراهقة وعواقبها. باختصار، تدور أحداث هذه الرواية الآسرة في إسطنبول المعاصرة، وتتتبع بيري وهي امرأة متزوجة، ثرية، وفي طريقها إلى حفلة. ومع حلول ليلتها، وما يحمله من سلسلة من الهجمات الإرهابية، تجد نفسها غارقة في ذكريات أصدقائها الذين كونتهم أثناء دراستها في جامعة أكسفورد، والفضيحة التي مزقتهم.

## الحبكة

### إسطنبول (1980–2016)
تبدأ أحداث الكتاب في إسطنبول في تركيا، حيث تكون بيري مع ابنتها عندما تتعرض للسرقة وتتعرض لمحاولة اغتصاب. كما تمت مناقشة طفولتها المبكرة في الثمانينيات وحياتها المنزلية في نفس المدينة.

### أكسفورد
في أواخر سنوات مراهقتها، غادرت بيري للدراسة في أكسفورد والتقت بالأستاذ الجامعي أزور، الذي غيّر حياتها. تلتقي بيري أيضًا بامرأتين في الحرم الجامعي: منى، وهي مصرية مسلمة حقيقية، وشيرين، وهي إيرانية كافرة. يتناول الكتاب هذه الشخصيات الثلاث، ويطلق عليها اسم "الآثمة" و"المؤمن" و"المُربَكة".

## الشخصيات

### بيري
نازبرِي نالبانتوغلو هي الشخصية الرئيسية في الكتاب. نشأت في إسطنبول. هي متزوجة ولديها توأمان في مرحلة المراهقة عندما تُروى القصة. تُعتبر "بري" شخصًا عالقًا بين الإيمان والشك. "كان الإسلام بالنسبة لها بمثابة ذكرى من الطفولة – مألوف جدًا وشخصي، ولكنه في الوقت نفسه غامض بطريقة ما، بعيد الزمان والمكان. مثل مكعب سكر يذوب في قهوتها، هناك ولكن غير موجود." يناقش الكتاب حياتها الماضية؛ طفولتها وسنوات مراهقتها عندما كانت في حالة حب مع أستاذ أثناء دراستها في أوكسفورد، وحياتها الحالية في إسطنبول كزوجة تركية غنية. هي الشخصية "المُربكة" في الكتاب.

### دينيز
دينيز هي ابنة بيري. تمت مناقشتها في المشهد الافتتاحي عندما واجهت بيري عملية سرقة، وفي عدة مرات أخرى على فترات مختلفة في الكتاب.

### أزور
الأستاذ أزور هو محاضر فلسفة في جامعة أكسفورد وشخصية مرموقة في الحرم الجامعي. يُدرّس دورةً غير عاديةٍ جدًا عن الله. تقع بيري في حبه لاحقًا، الأمر الذي يغمرها تمامًا. وقد أدت أفعالها اللاحقة إلى طرد الأستاذ من الجامعة لاحقًا.

### شيرين
شيرين هي صديقة بيري التي تعتبر الشخصية الأكثر أحادية البعد من بين الثلاثة. إنها فتاة إيرانية ليس لها أي اهتمام بموضوع الدين. ولعلّها تعكس طبقة المجتمع الإيراني غير الراضية عن حكومة بلادها الإسلامية والمُبتعد عن الغرب. في الكتاب يشار إليها باسم "الآثمة".

### منى
منى مسلمة صادقة. وهي ترتدي الحجاب وهي نسوية حقيقية تنتمي إلى مصر. في الكتاب يطلق عليها اسم "المؤمنة". وهنا تظهر ثنائية غريبة في شخصيات الرواية، فمُنى نسوية ناشطة ولكنها مسلمة، بينما شيرين أتت من بيئة إسلامية تمامًا حكمًا وشعبًا ولكنها غير مؤمنة.

## المواضيع
تدور القصة حول دمج الإيمان وعدم اليقين. وفقًا لشفق، "إن أعلى نشاط يمكن للإنسان أن يحققه هو التعلم من أجل الفهم، لأن الفهم هو أن تكون حرًا". وقد أظهرت اهتمامها بقضايا الإيمان وعدم اليقين بشأن الدين كما قالت في مقابلة:

## طالع أيضًا
- لقيطة إسطنبول
- شرف
- قواعد العشق الأربعون (كتاب)

## قراءة إضافية
- مراجعة رواية "بنات حواء الثلاث، إليف شفق" لميرفة بهلوان ، مجلة بوسفوروس ريفيو أوف بوكس
- "ثلاث بنات حواء" www.curtisbrown.co.uk
- "مغامرات بنات حواء الثلاث" ، adventuresbythebook.com
- مراجعات آسرة: روزي جولدسميث تُراجع رواية "ثلاث بنات حواء" لإليف شافاك ، شبكة الأدب الأوروبي ، ١٢ أبريل ٢٠١٧